# Francisco Jaílson de Sousa
Francisco Jaílson de Sousa (Itapipoca, 29 november 1986), ook wel kortweg Jajá genoemd, is een Braziliaans voetballer.